# Breakfast Club
Breakfast Club (originaltitel: The Breakfast Club) är en amerikansk ungdoms-dramafilm från 1985, skriven, producerad (ihop med Ned Tanen) och regisserad av John Hughes.

## Handling
Fem elever har alla fått kvarsittning. En tidig lördagsmorgon samlas de i skolans bibliotek, ålagda att skriva en uppsats som de får hela dagen på sig att åstadkomma. När läraren gått sin väg, ägnar de sig istället åt att prata, retas och röka marijuana.
De kände inte varandra förut, men under dagen öppnar de upp sig alltmer inför varandra och avslöjar sina innersta känslor. De fem olika eleverna är exempel på standardtyperna i highschoolfilmer: Andy ("idrottaren"), Brian ("nörden"), John Bender ("slackern"), Claire ("bratten") och Allison ("den udda, psykiskt labila").

## Om filmen
Breakfast Club har visats i SVT, bland annat 1993, 2014, 2015 och i oktober 2019.

## Medverkande (urval)
| Judd Nelson          | – John Bender, slackern                            |
| Molly Ringwald       | – Claire Standish, bratten                         |
| Emilio Estevez       | – Andrew "Andy" Clark, idrottaren                  |
| Anthony Michael Hall | – Brian Ralph Johnson, nörden                      |
| Ally Sheedy          | – Allison Reynolds, den udda                       |
| Paul Gleason         | – Richard "Dick" Vernon, skolans biträdande rektor |
| John Kapelos         | – Carl Reed, skolans vaktmästare                   |

## Musik i filmen
Filmens soundtrack kom ut 1985. Albumet nådde plats 17 på Billboards albumlista. Låten "Don't You (Forget About Me)" av Simple Minds var nummer 1 på Billboard Hot 100.

### Låtlista
1. "Don't You (Forget About Me)" – Simple Minds
2. "Waiting" – Elizabeth Daily
3. "Fire in the Twilight" – Wang Chung
4. "I'm the Dude" (instrumental) – Keith Forsey
5. "Heart Too Hot to Hold" – Jesse Johnson and Stephanie Spruill
6. "Dream Montage" (instrumental) – Gary Chang
7. "We Are Not Alone" – Karla DeVito
8. "Reggae" (instrumental) – Keith Forsey
9. "Didn't I Tell You?" – Joyce Kennedy
10. "Love Theme" (instrumental) – Keith Forsey

## Populärkultur
A-Teens musikvideo till "Dancing Queen" från 2000 är inspirerad av Breakfast Club. Rektorn i musikvideon spelas av Paul Gleason, som även gestaltade rektorn i filmen.
I komedifilmen Not Another Teen Movie spelar Paul Gleason rektorn Richard Vernon i en scen, vilken utgör en parodi på Breakfast Club.
Avsnittet "Take on Me" (S03E16) av Degrassi: The Next Generation är inspirerat av Breakfast Club. Sex elever med olika bakgrund har bestraffats med kvarsittning en lördag, precis som i filmen.